# Владимир Крагич
Владимир Крагич (хорв. Vladimir Kragić, нар. 8 червня 1910, Спліт  — пом. 17 вересня 1975, там само) —  югославський футболіст, що грав на позиції нападника. Відомий виступами за клуб «Хайдук», а також національну збірну Югославії. Чемпіон Югославії 1928 року, найкращий бомбардир чемпіонату Югославії 1933 року. 

## Клубна кар'єра
Дебютував у офіційному матчі в складі «Хайдука» 8 травня 1929 року у матчі чемпіонату Спліта проти клубу ХАШК (Спліт). Виступав у команді до 1940 року. Багаторазовий чемпіон футбольної асоціації Спліта. В 1929 році став з командою чемпіоном країни. У тому сезоні Крагич ще не був гравцем основи, зігравши лише у одному матчі (в якому відзначився голом). 
У 30-х роках Владимир уже був провідним гравцем клубу, одним з головних її бомбардирів разом з Лео Лемешичем і Фране Матошичем. «Хайдук» тримався серед лідерів національного футболу, але досягнути ще хоча б однієї перемоги у чемпіонаті команді не вдалося. Тричі клуб ставав другим у 1932, 1933 і 1936 роках. В 1933 році Крагич до того ж став найкращим бомбардиром першості з 21 забитим м'ячем. 
Загалом у складі «Хайдука» зіграв у 1929–1940  роках 354 матчі і забив 266 м'ячів. Серед них 137 матчів і 78 голів у чемпіонаті Югославії, 18 матчів і 29 голів у чемпіонаті Спліта, 16 матчів і 1 голів у Кубку югославської федерації, 183 матчі і 148 голів у інших турнірах і товариських іграх. 
| Дата       | Місто    | Господарі | Результат | Гості          | Турнір                  | Голи | Примітки |
| ---------- | -------- | --------- | --------- | -------------- | ----------------------- | ---- | -------- |
| 04.05.1930 | Белград  | Югославія | 2 – 1     | Румунія        | Кубок короля Олександра | -    |          |
| 06.08.1933 | Загреб   | Югославія | 2 – 1     | Чехословаччина | товариський матч        | 1    |          |
| 24.09.1933 | Белград  | Югославія | 2 – 2     | Швейцарія      | Відбір до ЧС 1934       | 1    |          |
| 18.03.1934 | Софія    | Болгарія  | 1 – 2     | Югославія      | товариський матч        | -    |          |
| 01.04.1934 | Белград  | Югославія | 2 – 3     | Болгарія       | товариський матч        | 1    |          |
| 29.04.1934 | Бухарест | Румунія   | 2 – 1     | Югославія      | Відбір до ЧС 1934       | 1    |          |
| Усього     |          | Матчів    | 6         |                | Голів                   | 4    |          |

## Трофеї і досягнення
- Чемпіон Югославії: 1929
- Срібний призер чемпіонату Югославії: 19-1932, 1932-33, 1935-36
- Найкращий бомбардир чемпіонату Югославії: 1932-33 (21 гол)
- Чемпіон футбольної асоціації Спліта: 1929 (в), 1929 (о), 1930 (в), 1930 (о), 1932, 1936 (в)